# ریگارد
ریگارد (انگلیسی: Regard؛ زادهٔ ۲۳ ژوئیهٔ ۱۹۹۳) موسیقی‌دان است. وی از سال ۲۰۰۸ میلادی تاکنون مشغول فعالیت بوده‌است.